# TOPtrendy 2004
II Sopot TOPtrendy Festiwal odbył się w dniach od 26 do 29 czerwca 2004.

## Koncert TOP
Koncert TOP odbył się 26 czerwca. Udział w nim wzięli artyści, którzy sprzedali najwięcej płyt w okresie lipiec 2002 – grudzień 2003. Koncert poprowadził Cezary Pazura.
Klasyfikacja TOP 10:
1. Arka Noego (Daj na zgodę)
2. Blue Café (Fanaberia)
3. Bajm (Myśli i słowa)
4. Łzy (Nie czekaj na jutro)
5. Borysewicz & Kukiz (Borysewicz & Kukiz)
6. Lipnicka & Porter (Nieprzyzwoite piosenki)
7. Raz, Dwa, Trzy (Trudno nie wierzyć w nic)
8. Kayah (Stereo Typ)
9. Ewelina Flinta (Przeznaczenie)
10. Püdelsi (Wolność słowa)

## Koncert Trendy
Koncert Trendy odbył się 27 czerwca. Był on poświęcony najnowszym i najciekawszym wykonawcom ostatniego roku. Wykonawcy do koncertu trendy wybierani byli wspólnie przez Ekspertów Festiwalu i widzów Telewizji Polsat. Koncert poprowadzili Kayah oraz Kuba Wojewódzki. W koncercie trendy – 27 czerwca oprócz sześciu zespołów wyłonionych w trakcie eliminacji wzięli udział również: Dżem, TSA, Reni Jusis i uczestniczka zeszłorocznego koncertu „Trendy” – Ania Dąbrowska.

### Eliminacje do koncertu Trendy
Nominowani do koncertu Trendy:
1. Krzysztof Kiljański
2. Paranormal
3. Gosia Stępień
4. 15 Minut Projekt
5. eM
6. Nocturia
7. Pustki
8. Dr. No
9. Hania Stach
10. Toronto
11. Sistars
12. Mikrowafle

Lista zespołów, które zakwalifikowały się do koncertu finałowego:
- 18 maja – Sistars
- 25 maja – Gosia Stępień
- 1 czerwca – Paranormal
- 8 czerwca – Hania Stach
- 15 czerwca – eM
- 22 czerwca – Dr. No

Zwycięzcą koncertu Trendy został zespół Sistars.

## Kabareton
W I Sopockiej Nocy Kabaretowej wystąpili: Paweł Dłużewski, Andrzej Grabowski, Jerzy Kryszak, Krzysztof Piasecki, Cezary Żak, Bohdan Smoleń, kabaret Łowcy. B, Jachim Prezent (Tomasz Jachimek), kabaret OTTO, Grupa wokalna Szafa Gra, Grupa Taneczna.